# Bilheteria dos cinemas no Brasil em 2016
Lista com o valor de arrecadação em reais e o público dos principais filmes lançados nos cinemas de todo o Brasil no ano de 2016.

## Líderes de arrecadação nos fins de semana
| Data            | Filme                                         | Arrecadação (em R$) | Público   | Notas | Ref.  |
| --------------- | --------------------------------------------- | ------------------- | --------- | --- | ----- |
| 3 de janeiro    | Star Wars: O Despertar da Força               | 9 943 879           | 500 857   | Terceira semana em cartaz.                                                                                    |       |
| 10 de janeiro   | O Bom Dinossauro                              | 12 088 447          | 783 484   | |       |
| 17 de janeiro   | Snoopy & Charlie Brown: Peanuts - O Filme     | 9 439 726           | 602 611   | |       |
| 24 de janeiro   | A 5ª Onda                                     | 6 867 881           | 464 405   | |       |
| 31 de janeiro   | Os Dez Mandamentos - O Filme[a]               | 24 552 629          | 2 119 873 | Maior abertura de um filme brasileiro na história.. Quinta maior estreia do ano. Filme nacional.              | [ 1 ] |
| 7 de fevereiro  | Os Dez Mandamentos - O Filme[a]               | 9 806 890           | 827 863   | |       |
| 14 de fevereiro | Deadpool                                      | 25 183 950          | 1 700 509 | Sétima maior renda de estreia da história do Brasil; Quarta maior renda de estreia do ano;                    |       |
| 21 de fevereiro | Deadpool                                      | 16 366 571          | 1 142 956 | |       |
| 28 de fevereiro | Deadpool                                      | 8 899 528           | 606 716   | |       |
| 6 de março      | Kung Fu Panda 3                               | 9 787 603           | 702 934   | |       |
| 13 de março     | A Série Divergente: Convergente               | 10 257 847          | 705 430   | |       |
| 20 de março     | Zootopia - Essa Cidade é o Bicho              | 9 448 856           | 615 357   | |       |
| 27 de março     | Batman vs Superman: A Origem da Justiça       | 40 592 192          | 2 395 269 | Segunda maior renda de estreia da história do Brasil; Segunda maior renda de estreia do ano.                  |       |
| 3 de abril      | Batman vs Superman: A Origem da Justiça       | 23 237 777          | 1 358 068 | |       |
| 10 de abril     | Batman vs Superman: A Origem da Justiça       | 14 907 604          | 864 453   | |       |
| 17 de abril     | Mogli: O Menino Lobo                          | 9 737 491           | 588 347   | |       |
| 24 de abril     | Mogli: O Menino Lobo                          | 10 927 619          | 674 986   | |       |
| 1 de maio       | Capitão América: Guerra Civil                 | 43 775 564          | 2 653 770 | Maior renda de estreia da história do Brasil; Maior renda de estreia do ano; Maior público de estreia do ano. | [ 2 ] |
| 8 de maio       | Capitão América: Guerra Civil                 | 27 719 513          | 1 606 210 | |       |
| 15 de maio      | Capitão América: Guerra Civil                 | 17 869 557          | 1 060 580 | |       |
| 22 de maio      | X-Men: Apocalipse                             | 20 577 959          | 1 296 289 | |       |
| 29 de maio      | X-Men: Apocalipse                             | 16 154 378          | 964 661   | |       |
| 05 de junho     | Warcraft - O Primeiro Encontro de Dois Mundos | 9 521 829           | 549 404   | |       |
| 12 de junho     | Invocação do Mal 2                            | 15 010 000          | 1 023 175 | |       |
| 19 de junho     | Como Eu Era Antes de Você                     | 11 500 000          | 754 100   | |       |
| 26 de junho     | Independence Day: O Ressurgimento             | 9 684 209           | 538 993   | |       |
| 03 de julho     | Procurando Dory                               | 24 437 518          | 1 495 152 | Maior abertura da história de uma animação.                                                                   |       |
| 10 de julho     | Procurando Dory                               | 16 978 574          | 1 078 594 | |       |
| 17 de julho     | Procurando Dory                               | 11 259 858          | 729 426   | |       |
| 24 de junho     | A Lenda de Tarzan                             | 11 451 215          | 638 390   | |       |
| 31 de julho     | A Lenda de Tarzan                             | 7 750 000           | 448 403   | |       |
| 07 de agosto    | Esquadrão Suicida                             | 35 485 013          | 2 090 514 | Terceira maior renda de estreia da história do Brasil; Terceira maior renda de estreia do ano;                |       |
| 14 de agosto    | Esquadrão Suicida                             | 19 650 000          | 1 168 292 | |       |
| 21 de agosto    | Esquadrão Suicida                             | 11 053 005          | 674 578   | |       |
| 28 de agosto    | Pets - A Vida Secreta dos Bichos              | 14 372 765          | 913 533   | |       |
| 04 de setembro  | Pets - A Vida Secreta dos Bichos              | 11 527 595          | 735 644   | |       |
| 11 de setembro  | Pets - A Vida Secreta dos Bichos              | 7 662 651           | 494 957   | |       |
| 18 de setembro  | Pets - A Vida Secreta dos Bichos              | 4 885 078           | 315 337   | |       |
| 25 de setembro  | Cegonhas - A História que Não te Contaram     | 4 935 000           | 309 030   | |       |
| 02 de outubro   | O Lar das Crianças Peculiares                 | 8 062 624           | 463 097   | |       |
| 09 de outubro   | O Lar das Crianças Peculiares                 | 6 549 234           | 381 494   | |       |
| 16 de outubro   | Inferno                                       | 9 365 369           | 575 376   | |       |
| 23 de outubro   | Inferno                                       | 5 950 030           | 354 957   | |       |
| 30 de outubro   | Trolls                                        | 5 689 586           | 361 178   | |       |
| 06 de novembro  | Doutor Estranho                               | 18 739 475          | 1 152 907 | |       |
| 13 de novembro  | Doutor Estranho                               | 13 237 199          | 759 425   | |       |
| 20 de novembro  | Animais Fantásticos e Onde Habitam            | 22 000 000          | 1 302 960 | |       |
| 27 de novembro  | Animais Fantásticos e Onde Habitam            | 10 037 455          | 610 640   | |       |
| 04 de dezembro  | Animais Fantásticos e Onde Habitam            | 7 617 674           | 456 570   | |       |
| 11 de dezembro  | Animais Fantásticos e Onde Habitam            | 5 072 060           | 295 488   | |       |
| 18 de dezembro  | Rogue One - Uma História Star Wars            | 17 615 618          | 969 807   | |       |
| 25 de dezembro  | Minha Mãe É Uma Peça 2                        | 10 448 190          | 719 714   | |       |

## Arrecadação total
| #  | Filme                                   | Estúdio                        | Arrecadação(em R$) | Público Total | Ref.  |
| -- | --------------------------------------- | ------------------------------ | ------------------ | ------------- | ----- |
| 1  | Capitão América: Guerra Civil           | Disney/Buena Vista             | 143.337.020        | 9.617.572     |       |
| 2  | Batman vs Superman: A Origem da Justiça | Warner Bros.                   | 132.441.028        | 8.565.380     | [ 3 ] |
| 3  | Minha Mãe É Uma Peça 2                  | Downtown Filmes / Paris Filmes | 124.663.823        | 9.232.795     |       |
| 4  | Esquadrão Suicida                       | Warner Bros.                   | 118.081.264        | 7.827.788     |       |
| 5  | Os Dez Mandamentos - O Filme[a]         | Downtown Filmes / Paris Filmes | 116.833.026        | 11.305.479    | [ 3 ] |
| 6  | Procurando Dory                         | Disney/Buena Vista             | 113.497.532        | 8.189.410     |       |
| 7  | Deadpool                                | Fox Film do Brasil             | 81.932.430         | 6.044.324     |       |
| 8  | Doutor Estranho                         | Disney/Buena Vista             | 75.970.000         | 4.821.122     |       |
| 9  | A Era do Gelo: O Big Bang               | Fox Film do Brasil             | 71.247.341         | 5.260.450     |       |
| 10 | X-Men: Apocalipse                       | Fox Film do Brasil             | 65.800.197         | 4.373.939     |       |
| 11 | Animais Fantásticos e Onde Habitam      | Warner Bros.                   | 66.212.000         | 4.374.019     |       |
| 12 | Pets - A Vida Secreta dos Bichos        | Universal Pictures             | 62.069.442         | 4.416.403     |       |
| 13 | Como Eu Era Antes de Você               | Warner Bros.                   | 58.292.842         | 4.272.555     |       |
| 14 | O Bom Dinossauro                        | Disney/Buena Vista             | 48.118.131         | 3.597.713     |       |
| 15 | Invocação do Mal 2                      | Warner Bros.                   | 46.901.147         | 3.594.171     |       |
| 16 | Rogue One - Uma História Star Wars      | Disney/Buena Vista             | 46.216.678         | 2.861.365     |       |
| 17 | O Regresso                              | Fox Film do Brasil             | 40.213.897         | 2.645.471     |       |
| 18 | Zootopia - Essa Cidade é o Bicho        | Disney/Buena Vista             | 38.578.458         | 2.824.226     |       |
| 19 | Mogli: O Menino Lobo                    | Disney/Buena Vista             | 38.357.958         | 2.670.252     |       |
| 20 | A Lenda de Tarzan                       | Warner Bros.                   | 35.532.600         | 2.288.390     |       |

Notas
- ↑[a]  Os Dez Mandamentos, produzido por uma subsidiária da Igreja Universal do Reino de Deus, teve relatos de salas vazias com todos os ingressos vendidos, indicando uma discrepância entre o número relatado de espectadores e o público real.[4]